# Благовещение Богородично (Лименария)
„Благовещение Богородично“ (на гръцки: Ευαγγελισμός Θεοτόκου) е възрожденска православна църква в село Лименария, в югозападната част на остров Тасос, Гърция.
Църквата е разположена в самата Лименария. Открита е на 29 февруари 1880 г. Църквата е на отец Герасим, иконом на метоха на Иверския манастир, и на Йоанис Киранагностис. След смъртта на Киранагностис в 1897 година, съпругата му дарява половината църква на община Кастро.
Над западния вход има надпис:
| „ | ΗΜΝ(Η)ΜΗΤΗΣ ΕΚΛΗΣΗΑΣ Ο ΕΒΑΓΓΕΛΙΣΜΟΣ ΤΗΣ ΘΕΟΤΟΚΟ 1880 ΚΘ ΦΕΒΡΟΥ ΚΑΙ Ο ΑΓΙΟΣ ΝΙΚΟΛΑΟΣ | “ |

В архитектурно отношение е еднокорабна сводеста църква с женска църква и по-нов екзонартекс. В югозападната част на свода има малка камбанария. Храмът има външни размери 10,37 / 5,95 / 3,95 m., площта му е 61,70 m2, а дебелината на стената е 0,70 m. На западната страна е изграден по-късно екзонартекс, широк 5,75 m и висок 2,92 m с вход на запад. Дебелината на стените е само 19 cm.
Входът в екзонартекса е през двойна врата на запад, а към наоса води голям отвор от 3,00 m. Храмът се осветява от два северни и два южни прозореца. Екзонартексът се осветява от два южни плъзгащи се дървени прозореца. Подът е покрит с бели плочи. Дървени пейки са подравнени по двете надлъжни страни се опират на висок подиум. Поради малкия размер на църквата, входът към женската църква е само външен.
Иконостасът е прав, таблен, частично резбован. От север са „Свети Николай“, „Архангел Михаил“, Северната врата, „Света Богородица Вратарница“, „Христос Вседържител“, „Благовещение Богородично“, „Свети Йоан Кръстител“, подписана в долната част „Δια συνδρομής και δαπάνης του οσιοτάτου Χατζή – Ιβηρίτου Ψαρά και αφιερούτε εις εκκλησίαν Ευαγγελισμού 1883. Εις χορίον Κάστρου“. Над тях има тясна ивица с рисувани цветя и резбована украса. Апостолският ред 12 икони е наклонен напред и най-накрая е разпятието върху змей.
Светилището е издигнато с една стъпка. Апсидата е полукръгъла, както и нишите на протезиса и диаконикона. Подобни ниши има и на другите две стени. Осветлението става от един южен прозорец, разположен много високо и от отвор в апсидата.
Шест външни стъпала водят към малката женска църква, която се крепи на два железни стълба и има таблен парапет. В зидарията са вградени римски архитектурни елементи. Покривът е двускатен с плочи, а екзонартексът е покрит с френски керемиди.